# André Wohllebe
André Wohllebe (* 8. Januar 1962 in Berlin; † 29. Dezember 2014) war ein deutscher Kanute.
Der Kanurennsportler des SC Berlin-Grünau wurde bei den Olympischen Spielen in Barcelona 1992 Olympiasieger im Vierer-Kajak (mit Mario von Appen, Oliver Kegel, Thomas Reineck) über 1000 m, und bei den Olympischen Spielen in Seoul 1988 Bronzemedaillengewinner im Einer-Kajak über 1000 m und im Vierer-Kajak (mit Kay Bluhm, Hans-Jörg Bliesener und Andreas Stähle) über 1000 m. Für seine sportlichen Erfolge wurde er in der DDR mehrmals mit dem Vaterländischen Verdienstorden ausgezeichnet.
Er wurde 1983 Weltmeister im Zweier-Kajak über 500 m und über 1000 m sowie 1985 und 1986 Weltmeister im Vierer-Kajak über 500 m. Im Jahr 1981 wurde er Vizeweltmeister im Vierer-Kajak über 1000 m und 1986 Vizeweltmeister im Zweier-Kajak über 1000 m.
Nach den Olympischen Spielen 1992 in Barcelona erhielt er für den Gewinn der Goldmedaille im Vierer-Kajak am 23. Juni 1993 das Silberne Lorbeerblatt.
1996 beendete er seine Karriere. Später war er zusammen mit Frank Fischer Inhaber eines Kanu-Handelsgeschäftes.
Er starb am 29. Dezember 2014 nach kurzer schwerer Krankheit an Bauchspeicheldrüsenkrebs.